# Bruna Alexandre
Bruna Costa Alexandre (Criciúma, 29 de março de 1995) é uma mesatenista brasileira.  Disputa competições paralímpicas e também contra atletas sem deficiência, sendo campeã pan-americana por equipes.
Como mesatenista paralímpica, é dona de três medalhas em Jogos Paralímpicos, além de figurar no pódio em Campeonato Mundial.

## Biografia
Aos seis meses de idade, Bruna teve que amputar o braço direito devido a uma trombose ocorrida após uma injeção mal aplicada. Passou a se dedicar ao tênis de mesa, que joga desde os 7 anos de idade, e teve influência do irmão. Inicialmente, disputava apenas na modalidade olímpica, competindo em torneios apenas para atletas sem deficiência até 2009. Aos 13 anos, descobriu a modalidade paralímpica.

### 2014-2019
Em 2014, foi medalha de bronze no Campeonato Mundial Paralímpico, tanto por equipes e no individual.
Conquistou duas medalhas de bronze nos Jogos Paralímpicos de Verão de 2016 no Rio de Janeiro, representando seu país nas categorias classe 10 individual e classes 6-10 por equipes. Foi a primeira brasileira a subir no pódio na modalidade neste evento.
Também competiu no tênis de mesa convencional, tendo conquistado a medalha de ouro no Campeonato Pan-Americano de 2017 por equipes ao lado de Bruna Takahashi e Gui Lin. Disputou o Mundial Paralímpico de 2017, onde foi campeã por equipes junto com Danielle Rauen e Jennyfer Parinos.

### 2020-2022
Conquistou a medalha de prata no individual C10 durante os Jogos Paralímpicos de Verão de 2020, em Tóquio. Durante a competição, teve desafios com seu físico, e perdeu 25 quilos, o que a motivou a se dedicar mais a esse aspecto de sua atuação esportiva.
Ela competiu no Mundial de tênis de mesa paralímpico ocorrido em Granada, Espanha, em 2022, ao lado de Paulo Salmin, competindo na classe XD17. Na trajetória, derrotaram os alemães Mio Wagner e Stephanie Grebe por 3 a 0, os franceses Lucas Didier e Lucie Hautiere por 3 a 0, e depois os poloneses Piotr Grudzien e Karolina Pek, por 3 a 1. Na final, enfrentaram os dinamarqueses Peter Rosenmeier e Thea Nielsen, vencendo por 3 sets a 0. A dupla faturou o ouro. Orientados pelo técnico Paulo Molitor, perderam apenas um único set em toda a competição.

### 2023
Em março de 2023, participou do Aberto Paralímpico de tênis de mesa, ocorrido em Lignano, na Itália. Na fase de grupos, Bruna derrotou a nigeriana Faith Obazuaye por 3 a 0 e perdeu para a chinesa Shiau Wen Tian por 3 a 2. Na semi-final, derrotou a polonesa Natalia Partyka por 3 a 2. Para encerrar o campeonato, venceu a final, em 16 de março, contra a chinesa Tzu Yu Lin por 3 sets a 0.
Em maio de 2023, participou do Aberto Paralímpico de tênis de mesa na Eslovênia. Na modalidade individual, na classe 10, chegou até a final. Disputou contra a chinesa Hou Chunxiao e ganhou por 3 sets a 0, garantindo a primeira medalha de ouro do Brasil na competição.
Nas duplas mistas XD17, Bruna competiu com Paulo Salmin. Chegaram até a final, disputada contra os chineses Weinan Peng e Guiyan. O placar final de 3 sets a 2 deu a vitória para os chineses, e a medalha de prata para Bruna e Paulo.
Em setembro de 2023, Bruna esteve com a equipe que participou do Campeonato Pan-Americano de Tênis de Mesa, ocorrido em Havana, Cuba. Junto com Bruna Alexandre, a equipe brasileira foi formada por Laura Watanabe, Giulia e Bruna Takahashi, e conquistou a medalha de prata, bem como a classificação para as Olimpíadas de 2024, em Paris. O campeonato envolve partidas individuais e em dupla, e envolveu jogos individuais de Bruna Alexandre contra Lily Zhang (que venceu por 3 a 0) e também contra Amy Wang.(que venceu por 3 a 2). A competição garantiu a vaga para o país nos Jogos Olímpicos de Verão de 2024.
Foi convocada para disputar os Jogos Pan-Americanos de 2023, em Santiago, no Chile, sendo a primeira brasileira a disputar tanto o Pan quanto os Jogos Parapan-Americanos de 2023. Na competição geral, ocorrida em novembro de 2023, disputa na modalidade em equipes, competindo juntamente com Giulia e Bruna Takahashi.

## Competições distintas
Bruna compete tanto em modalidades olímpicas quanto paralímpicas. Ela diz que um dos motivos para estar tão bem colocada no ranking paralímpico é justamente a experiência na modalidade geral. Ao jogar com pessoas que têm os dois braços, enfrenta adversários que não têm dificuldades de equilíbrio e têm um jogo mais aberto. Assim, quando compete no paralímpico, se adapta melhor a este outro estilo de jogo. Comparando as duas modalidades, afirma que no paralímpico muitos atletas usam raquete com pino, que inverte o efeito da bolinha, enquanto que no olímpico isso não é comum, e que costuma enfrentar um jogo mais agressivo. No entanto, diz que seu estilo de jogo é incomum para o olímpico, com mais "malandragem", o que atrapalha as adversárias, pegas desprevenidas.

## Apoio
Desde 2010, recebe o apoio da Bolsa Atleta, que permite maior dedicação ao esporte, com menor preocupação financeira. Em 2023, após 13 anos de recebimento do benefício quase ininterrupto, o investimento total na trajetória de Bruna foi de mais de R$ 1,5 milhão, que permitiu participação em campeonatos internacionais, treinamentos particulares, e compra de material de qualidade. Também recebe patrocínio do Programa Loterias Caixa Atletas de Alto Nível.

## Galeria

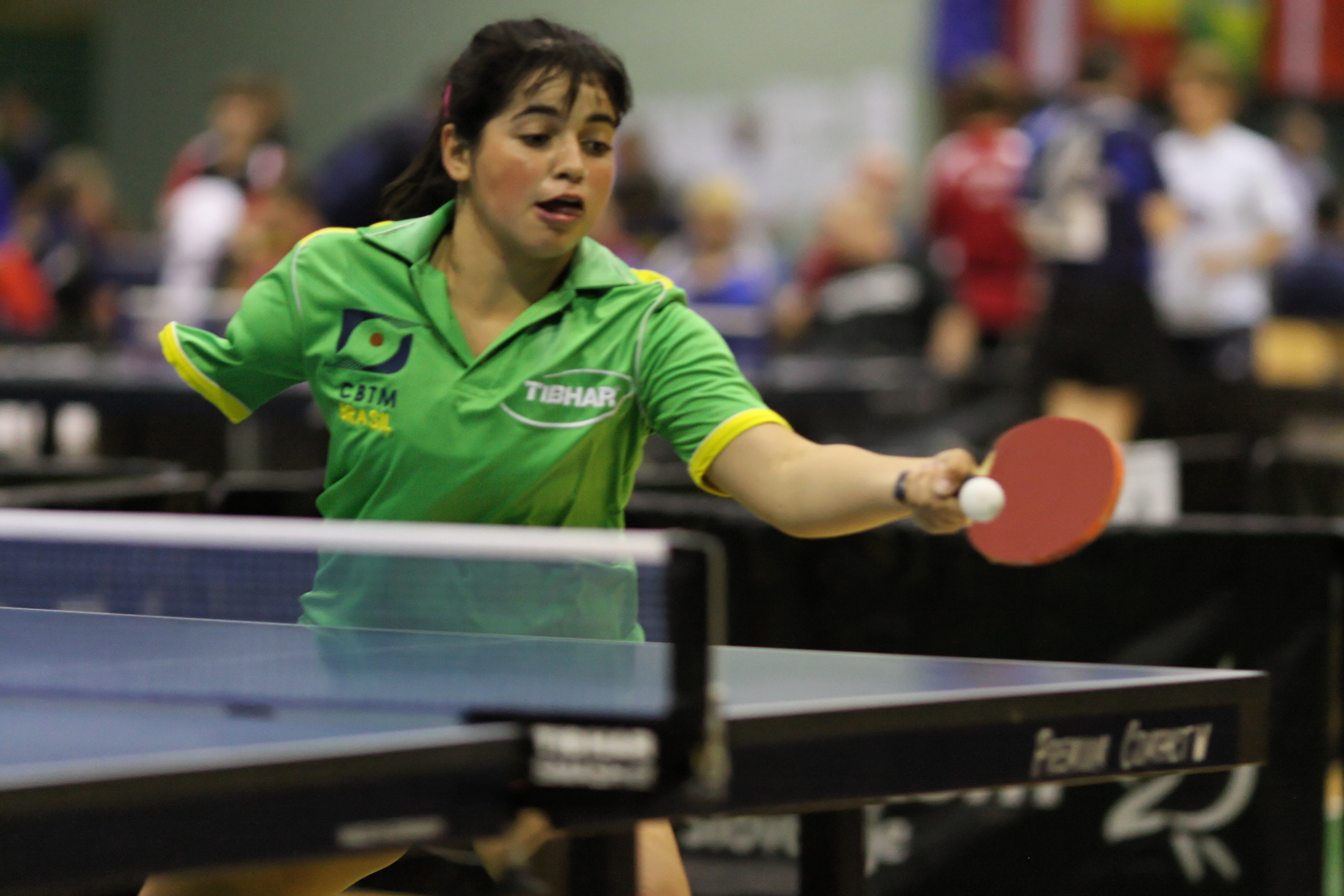
Bruna Costa Alexandre competindo em 2012
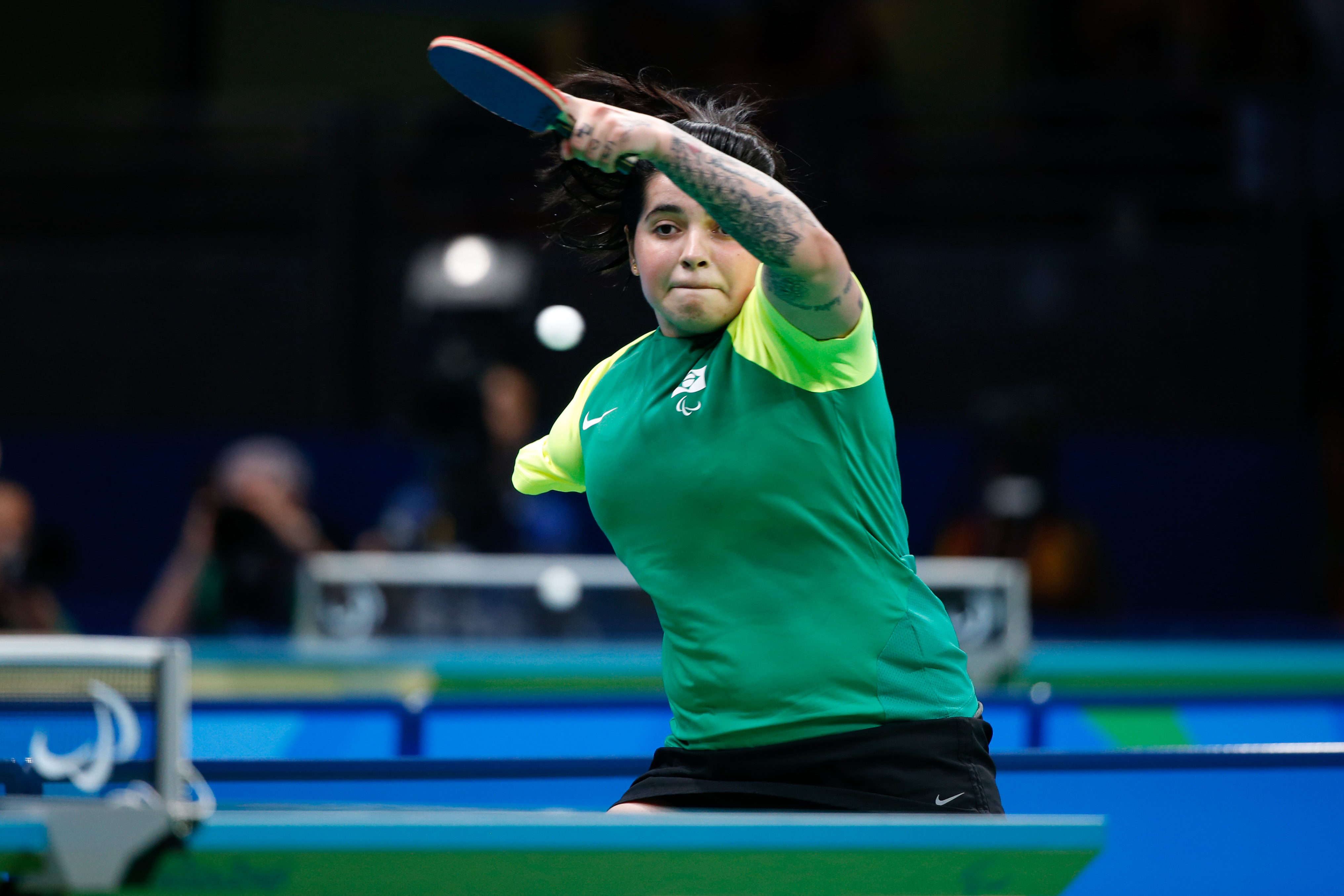
Bruna Costa Alexandre durante os Jogos Paralímpicos de 2016
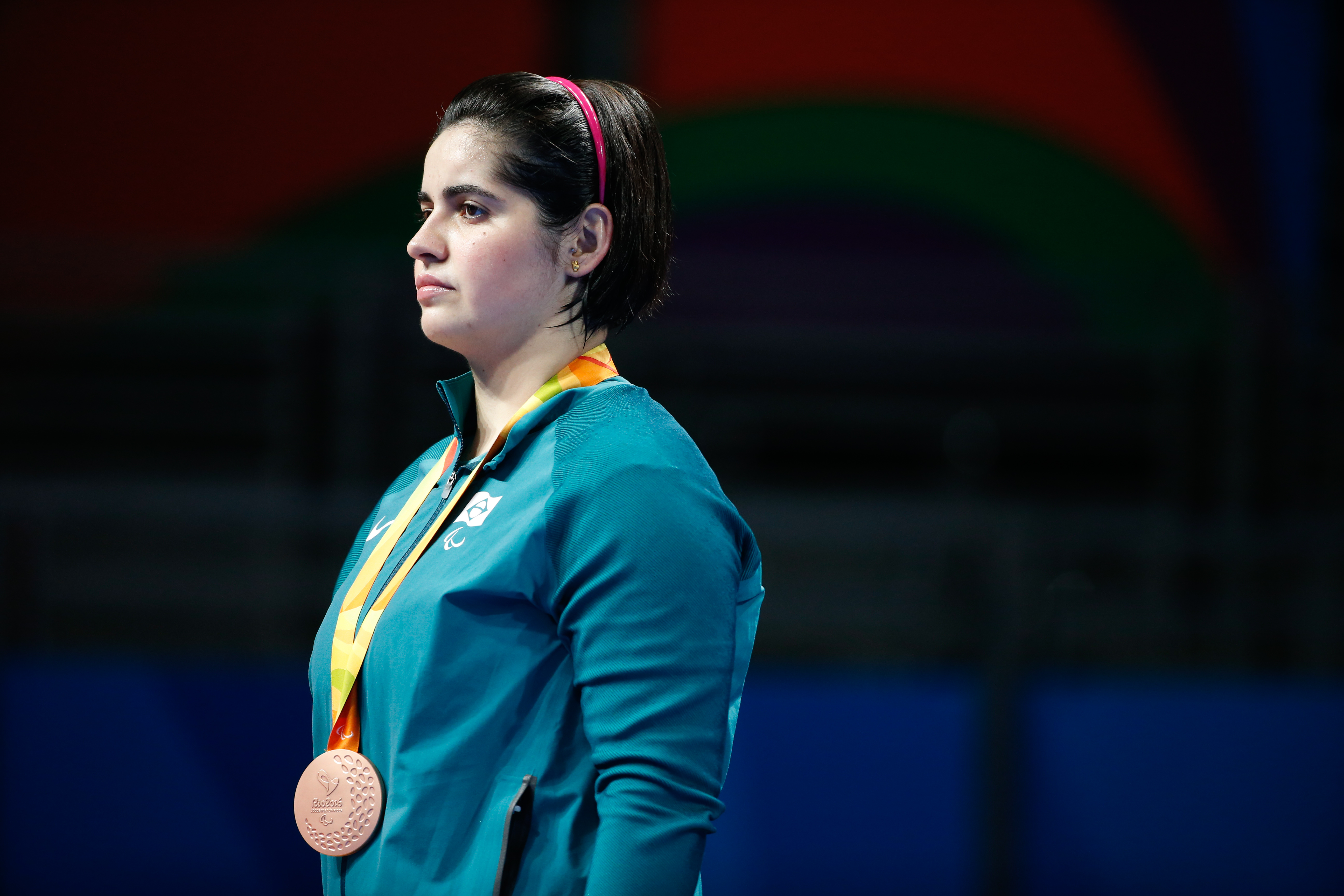
Bruna Costa Alexandre com a medalha de bronze nos Jogos Paralímpicos de 2016
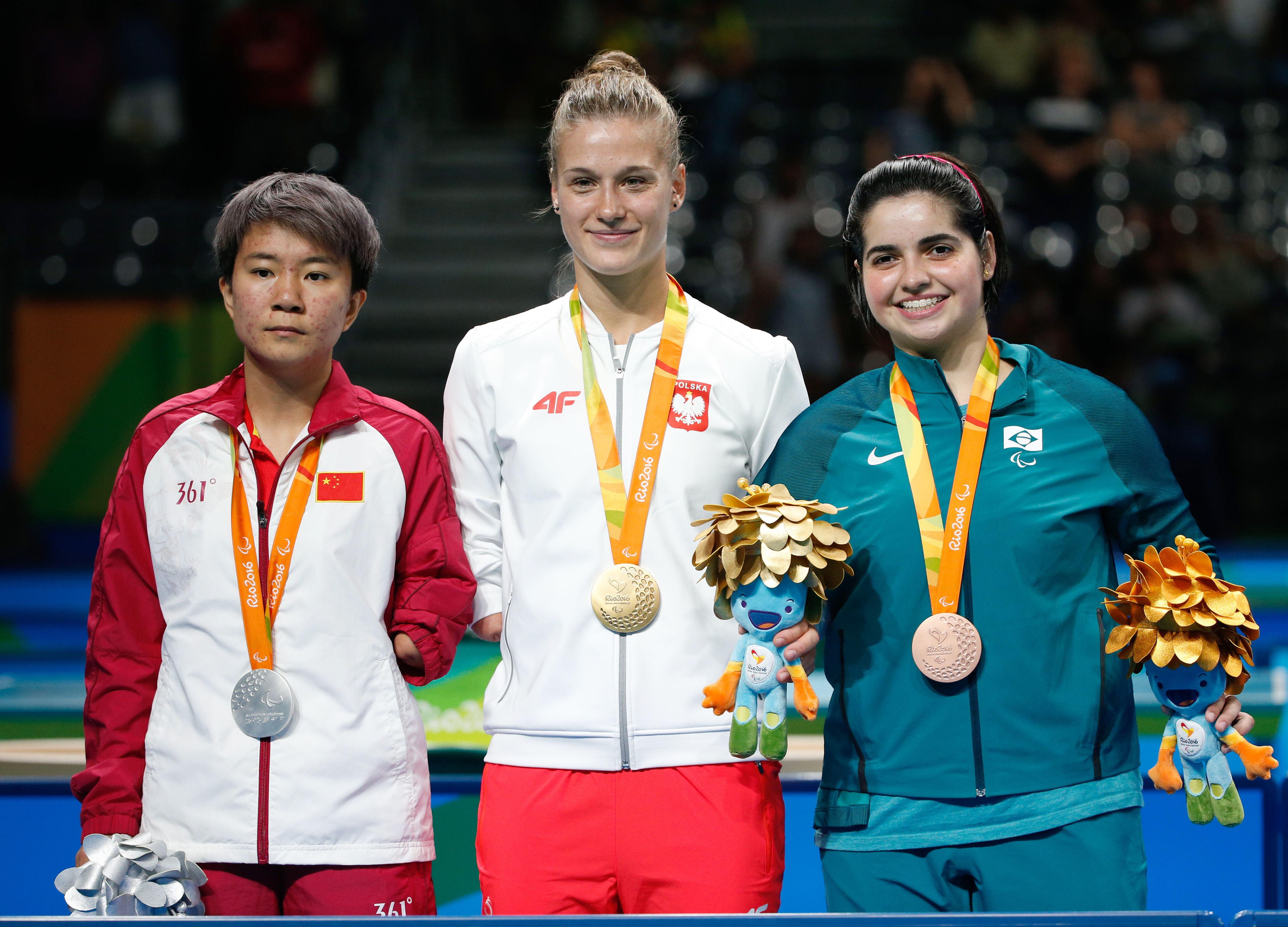
Bruna Costa Alexandre no pódio durante a Rio 2016

## Títulos
Campeonato Mundial
- Bronze (individual): 2014 (Pequim)[3]
- Bronze (equipes): 2014 (Pequim)[3]
- Ouro (duplas): 2022 (Granada)[3][10]
- Bronze (individual): 2022 (Granada)[3]

Jogos Paralímpicos
- Bronze (individual): 2016 (Rio)[3]
- Bronze (duplas): 2016 (Rio)[3]
- Prata (individual): 2020 (Tóquio)[3]
- Bronze (equipes): 2020 (Tóquio)[3]